# Whatever Gets You Through the Day
Whatever Gets You Through the Day è il terzo album in studio del duo musicale britannico Lighthouse Family, pubblicato nel 2001.

## Tracce
1. Run – 4:01
2. Happy – 4:35
3. (I Wish I Knew How It Would Feel to Be) Free / One – 5:16
4. End of the Sky – 5:57
5. Life's a Dream – 4:56
6. It's a Beautiful Day – 4:51
7. You're a Star – 4:35
8. You Always Want What You Haven't Got – 3:52
9. Wish – 5:09
10. Whatever Gets You Through the Day – 4:40
11. Wish (Downtempo Version) – 4:39

## Formazione
- Tunde Baiyewu
- Paul Tucker